# バーナデット ママは行方不明
『バーナデット ママは行方不明』（バーナデット ママはゆくえふめい、原題: Where'd You Go, Bernadette）は、2019年にアメリカ合衆国で公開されたコメディ映画である。監督・脚本はリチャード・リンクレイター、主演はケイト・ブランシェットが務めた。本作はマリア・センプルが2012年に上梓した小説『バーナデットをさがせ!』を原作としている。

## あらすじ
専業主婦のバーナデット・フォックスは夫のエルジー、娘のビーと共にシアトルで暮らしていた。極度の人間嫌い故に、バーナデットは近所の人やママ友と上手く行っていなかった。それ故、彼女の精神状態は日に日に悪化していった。そんなある日、娘のビーが学校で優秀な成績を修めたので、以前からの約束通り、一家は南極へ旅行することになった。ところが、出発前に突然バーナデットが失踪してしまうという事件が発生した。
ビーとエルジーはバーナデットの捜索に乗り出すが、その過程で彼女の過去を知ることになった。それこそがバーナデットを失踪に追い込んだ原因であった。

## キャスト
- ケイト・ブランシェット - バーナデット・フォックス
- ビリー・クラダップ - エルジー・ブランチ
- エマ・ネルソン - ビー・ブランチ
- クリステン・ウィグ - オードリー
- ジュディ・グリア - カーツ医師
- ジェームズ・アーバニアク（英語版） - マーカス・ストラング
- トローヤン・ベリサリオ - ベッキー
- ゾーイ・チャオ - スーリン
- クローディア・ドゥーミット（英語版） - アイリス
- ローレンス・フィッシュバーン - ポール・ジェリネック

## 製作
2013年1月、アンナプルナ・ピクチャーズとカラー・フォースは小説『Where'd You Go, Bernadette』の映画化権を獲得し、スコット・ノイスタッターとマイケル・H・ウェバーに脚色を依頼したと発表した。2015年2月、リチャード・リンクレイターが監督に起用されたと報じられた。11月、ケイト・ブランシェットの出演が決まった。2016年4月、ホリー・ジェント・パルモとヴィンス・パルモがノイスタッターとウェバーに代わって脚色を行うとの報道があった。
2017年3月、クリステン・ウィグの出演が本作の出演交渉に臨んでいると報じられた。5月、ビリー・クラダップが本作に出演すると報じられた。6月、ジュディ・グリア、ローレンス・フィッシュバーン、ジェームズ・アーバニアクの出演が決まったとの報道があった。7月、トローヤン・ベサーリオが本作に出演することになったと報じられた。9月、グレアム・レイノルズが本作で使用される楽曲を手掛けることになった。2018年6月、エマ・ネルソンがキャスト入りした。

### 撮影
2017年7月10日、本作の主要撮影がピッツバーグで始まった。

## 公開・マーケティング
当初、本作は2018年5月11日に全米公開される予定だったが、後に公開日は2018年10月19日→2019年3月22日と延期されることとなった。その後、さらに8月9日→8月16日と延期された。
2018年12月18日、本作のティーザー・ポスターとティーザー・トレイラーが公開された。

## 興行収入
本作は『グッド・ボーイズ』、『海底47m 古代マヤの死の迷宮』、『アングリーバード2』、『カセットテープ・ダイアリーズ』と同じ週に封切られ、公開初週末に430万ドルを稼ぎ出すと予想されていたが、実際の数字はそれを若干下回るものとなった。2019年8月16日、本作は全米2404館で公開され、公開初週末に346万ドルを稼ぎ出し、週末興行収入ランキング初登場11位となった。

## 評価
本作での演技によって、ケイト・ブランシェットは第77回ゴールデングローブ賞の主演女優賞 (ミュージカル・コメディ部門)にノミネートされた。